# Ulanka

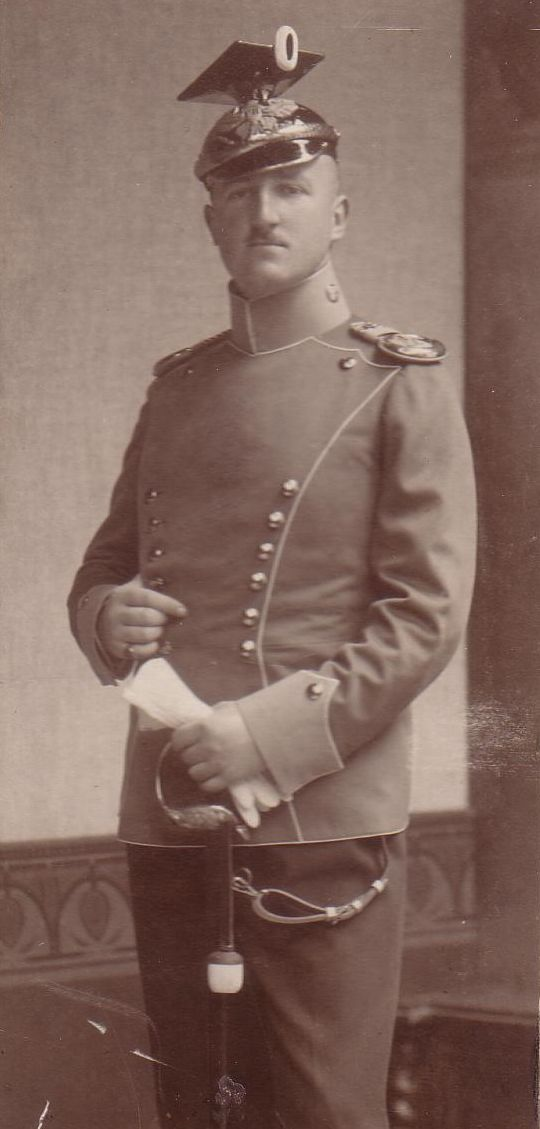
Ulan in Ulanka

Die Ulanka ist der Waffenrock der Ulanen. Wie ihre Vorgängerin – die Kurtka – hat sie einen Plastron mit zwei Knopfreihen.

## Verwendung
In der preußischen Armee wurde die Ulanka 1853 eingeführt und bis zum Ende des Ersten Weltkrieges getragen. Bei den bayerischen Chevaulegers und auch bei den britischen Ulanen wurden ähnliche Waffenröcke getragen. Von einigen Musikern der Light Cavalry Band wird er bis heute noch zur Paradeuniform (full dress) getragen. 
Die russischen Streitkräfte verwenden teilweise, an historische Uniformen des Russischen Zarenreichs anknüpfend, der Ulanka ähnliche Paradeuniformen.